# Uvaria rivularis
Uvaria rivularis är en kirimojaväxtart som beskrevs av Jean Laurent Prosper Louis och Raymond Boutique. Uvaria rivularis ingår i släktet Uvaria och familjen kirimojaväxter. Inga underarter finns listade i Catalogue of Life.